# Monumento a los hacendistas asturianos

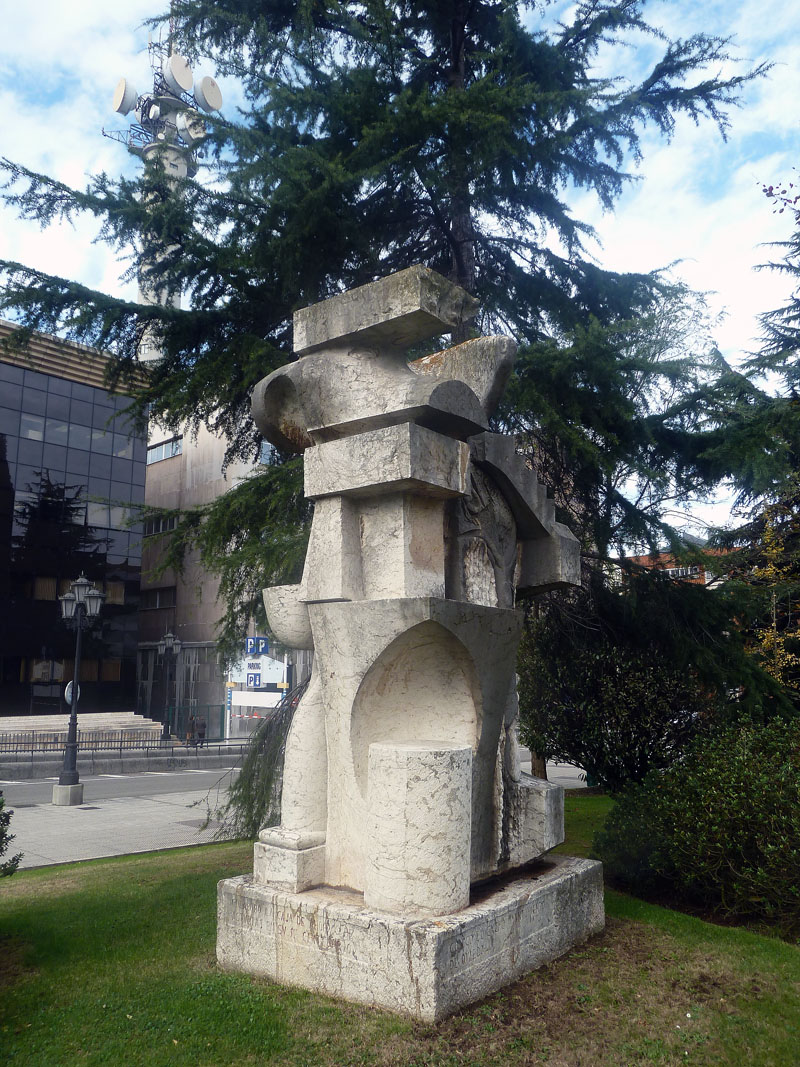
Monumento a los hacendistas asturianos.

El monumento a los hacendistas asturianos, también conocido como monumento a los economistas y hacendistas asturianos, ubicado en la calle Alférez Provisional, jardines de Llamaquique, en la ciudad de Oviedo, Principado de Asturias, España, es una de las más de un centenar de esculturas urbanas que adornan las calles de la mencionada ciudad española.
El paisaje urbano de esta ciudad se ve adornado por obras escultóricas, generalmente monumentos conmemorativos dedicados a personajes de especial relevancia en un primer momento, y más puramente artísticas desde finales del siglo XX.
La escultura, hecha en piedra, es obra de José Antonio Nava Iglesias, y está datada en 1980. El monumento está constituido por un grupo de bloques de piedra constituyendo un homenaje a los grandes economistas asturianos, entre los que destacan: Alonso de Quintanilla, José Campillo, Pedro Rodríguez de Campomanes, Gaspar Melchor de Jovellanos, Álvaro Flórez Estrada, José Canga Argüelles y Alejandro Mon.